# 1951年のバレーボール
1951年のバレーボール（1951ねんのバレーボール）では、1951年（昭和26年）のバレーボール関連の出来事をまとめる。

## できごと
- フランス・パリにて、第3回バレーボール欧州選手権が開催。男女ともソビエト連邦が優勝し、男子は2連覇、女子は3連覇を飾った。
- ブラジル・リオデジャネイロにて、第1回バレーボール南米選手権が開催。男女ともブラジルが初優勝を飾った。
- 国際バレーボール連盟（FIVB）に、日本が加盟。
- FIVB加盟（その3） - アルゼンチン、インド、エクアドル、ギリシャ、グアテマラ、フィリピン、ベネズエラ、ルクセンブルク、日本の9カ国。

## 国際大会
- 欧州選手権
  - 男子
    - 金メダル： ソビエト連邦
    - 銀メダル： ブルガリア
    - 銅メダル： フランス

  - 女子
    - 金メダル： ソビエト連邦
    - 銀メダル： ポーランド
    - 銅メダル： ユーゴスラビア

- 南米選手権
  - 男子
    - 金メダル： ブラジル
    - 銀メダル： ウルグアイ
    - 銅メダル： ペルー

  - 女子
    - 金メダル： ブラジル
    - 銀メダル： ウルグアイ
    - 銅メダル： ペルー

## 国内大会

### 日本
- 全日本総合選手権
  - 男子
    - 決勝：慶應義塾大学 2-0 芸陽ク

  - 女子
    - 決勝：鐘紡四日市 2-0 豊橋東高

## 誕生
- 1月26日 - 古橋美知子
- 6月5日 - 柳本晶一
- 8月14日 - 御嶽和也
- 12月28日 - 岡本眞理子